# Сезон ФК «Дніпро» (Дніпропетровськ) 1994—1995
Сезон ФК «Дніпро» (Дніпропетровськ) 1994—1995 — 4-ий сезон футбольного клубу «Дніпро» у футбольних змаганнях України. Команда завойовує другі бронзові нагороди. Також уперше команда дійшла до фіналу Кубка.

## Склад команди[1]
| № | Поз. | Нац.      | Гравець           |
| - | ---- | --------- | ----------------- |
|   | ВР   | Україна   | Микола Медін      |
|   | ВР   | Україна   | Святослав Сирота  |
|   | ЗХ   | Україна   | Сергій Беженар    |
|   | ЗХ   | Україна   | Володимир Горілий |
|   | ЗХ   | Україна   | Сергій Дірявка    |
|   | ЗХ   | Україна   | Віктор Скрипник   |
|   | ЗХ   | Україна   | Альберт Шахов     |
|   | ЗХ   | Україна   | Дмитро Яковенко   |
|   | ПЗ   | Україна   | Володимир Багмут  |
|   | ПЗ   | Росія     | Олександр Захаров |
|   | ПЗ   | Німеччина | Андреас Зассен    |
|   | ПЗ   | Україна   | Сергій Ковалець   |
|   | ПЗ   | Україна   | Юрій Максимов     |
|   | ПЗ   | Україна   | Дмитро Михайленко |

| № | Поз. | Нац.    | Гравець              |
| - | ---- | ------- | -------------------- |
|   | ПЗ   | Україна | Андрій Полунін       |
|   | ПЗ   | Україна | Євген Похлебаєв      |
|   | ПЗ   | Україна | Ігор Плотко          |
|   | ПЗ   | Україна | Дмитро Топчієв       |
|   | ПЗ   | Україна | Володимир Шаран      |
|   | НП   | Україна | Сергій Думенко       |
|   | НП   | Україна | Геннадій Козар       |
|   | НП   | Україна | Андрій Котюк         |
|   | НП   | Україна | Костянтин Лєдовських |
|   | НП   | Україна | Геннадій Мороз       |
|   | НП   | Україна | Олександр Паляниця   |
|   | НП   | Україна | Олег Таран           |
|   | НП   | Україна | Борис Фінкель        |

## Чемпіонат України

### Календар чемпіонату України
| Тур | Команда               | Рахунок     | Тур | Команда         | Рахунок     | Тур | Команда               | Рахунок     |
| --- | --------------------- | ----------- | --- | --------------- | ----------- | --- | --------------------- | ----------- |
| 1   | «Прикарпаття»         | 1:1Протокол | 13  | «Динамо»        | 4:2Протокол | 23  | «Металург»            | 0:0Протокол |
| 2   | «Кривбас»             | 2:1Протокол | 14  | Карпати (Львів) | 3:1Протокол | 24  | «Зоря-МАЛС»           | 6:0Протокол |
| 3   | «Торпедо» (Запоріжжя) | 1:0Протокол | 15  | «Чорноморець»   | 0:2Протокол | 25  | «Верес»               | 0:3Протокол |
| 4   | «Евіс» (Миколаїв)     | 3:1Протокол | 16  | «Таврія»        | 1:2Протокол | 26  | «Темп»                | 2:0Протокол |
| 5   | «Кремінь»             | 1:2Протокол | 17  | «Шахтар»        | 2:0Протокол | 27  | «Волинь»              | 0:3Протокол |
| 6   | «Нива» (Тернопіль)    | 3:2Протокол |     |                 |             | 28  | «Нива» (Вінниця)      | 1:0Протокол |
| 7   | «Нива» (Вінниця)      | 0:2Протокол |     |                 |             | 29  | «Нива» (Тернопіль)    | 0:2Протокол |
| 8   | «Волинь»              | 3:1Протокол | 18  | «Шахтар»        | 1:1Протокол | 30  | «Кремінь»             | 3:0Протокол |
| 9   | «Темп»                | 0:1Протокол | 19  | «Таврія»        | 0:0Протокол | 31  | СК «Миколаїв»         | 1:1Протокол |
| 10  | «Верес»               | 4:2Протокол | 20  | «Чорноморець»   | 2:0Протокол | 32  | «Торпедо» (Запоріжжя) | 2:3Протокол |
| 11  | «Зоря-МАЛС»           | 0:2Протокол | 21  | «Карпати»       | 2:1Протокол | 33  | «Кривбас»             | 1:0Протокол |
| 12  | «Металург»            | 1:1Протокол | 22  | «Динамо»        | 2:2Протокол | 34  | «Прикарпаття»         | 1:1Протокол |

Примітка

Блакитним кольором виділені домашні ігри.

### Турнірна таблиця
| Місце | Команда       | Ігор | В  | Н | П | РМ    | Очок |
| ----- | ------------- | ---- | -- | - | - | ----- | ---- |
| 2     | «Чорноморець» | 34   | 22 | 7 | 5 | 62-29 | 73   |
| 3     | «Дніпро»      | 34   | 19 | 8 | 7 | 60-33 | 65   |
| 4     | «Шахтар»      | 34   | 18 | 8 | 8 | 52-29 | 62   |

## Кубок України

### Виступи
| Раунд               | Команда    | Рахунок                 |
| ------------------- | ---------- | ----------------------- |
| 1/16 фіналу(2 етап) | «Динамо-2» | 4:1Протокол 1:3Протокол |
| 1/8 фіналу          | «Металург» | 3:1Протокол 1:0Протокол |
| 1/4 фіналу          | «Темп»     | 2:0Протокол 1:0Протокол |
| 1/2 фіналу          | «Таврія»   | 1:1Протокол 1:0Протокол |
| Фіналу              | «Шахтар»   | 1:1(пен.6:7)Протокол    |